# Рудановский, Константин Васильевич
Константин Васильевич Рудановский (4 (16) мая 1834 года — не ранее 12 (25) мая 1906 года) — генерал от инфантерии Русской императорской армии, участник Крымской войны и Кавказской войны. Коллекционер произведений искусства.

## Биография
Закончил 1-й кадетский корпус в 1853 году, выпущен в 1853 прапорщиком в 10-ю легкую конную батарею, в составе которой участвовал в Крымской войне (1853—1856).
В 1859 окончил по 1-му разряду курс Николаевской академии Генерального штаба и назначен состоять при Главном управлении Генерального штаба.
Капитан с 1863 года. Принимал участие в польской кампании в 1863—1864 годах, за боевое отличие награждён орденом Святой Анны 3-й степени с мечами и бантом.
Затем последовательно занимал должности: состоящего для поручений при штабе Одесского военного округа, старшего адъютанта того же штаба и состоящего для особых поручений при Его Императорском Высочестве Николае Николаевиче — командующем войсками гвардии и Петербургского военного округа. С последней должности был назначен воспитателем Великого Князя Петра Николаевича. Подполковник с 1866 года.
В 1869 произведен в полковники. С 1873 состоял инспектором Пажеского корпуса, с 1875 директор Санкт-Петербургской военной прогимназии.

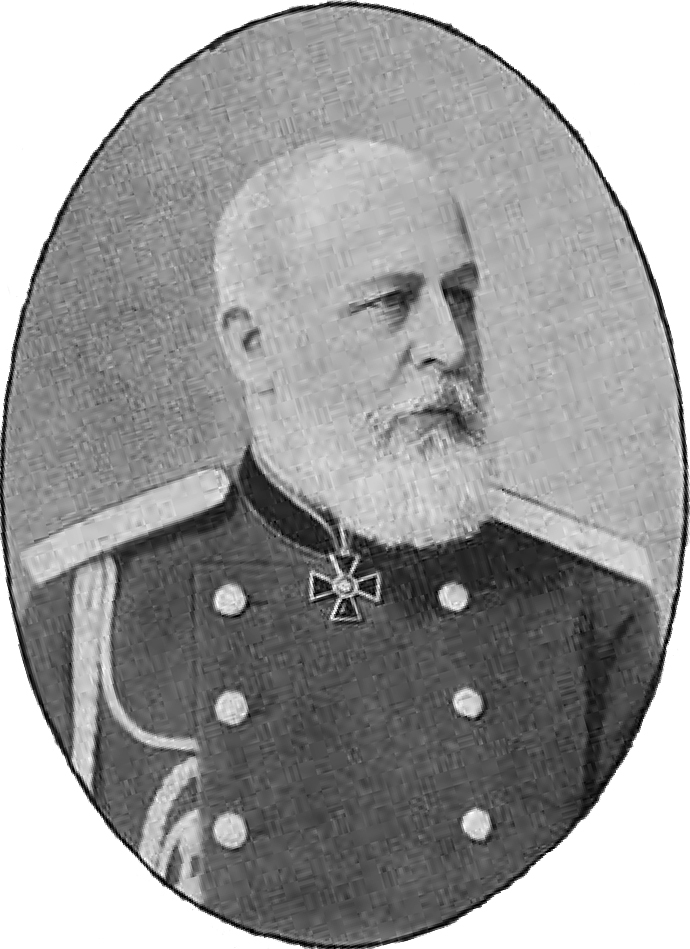
Рудановский в 1900 году

В 1878 переведён директором Александровского кадетского корпуса. В 1879 произведён в генерал-майоры (30.08.1879), а в 1898 в генерал-лейтенанты.
Высочайшим приказом от 19 января 1900 назначен помощником главного начальника военно-учебных заведений. С июля 1900 по 12 мая 1906 года находился в распоряжении военного министра. Высочайшим приказом от 12 мая 1906 года произведён в генералы от инфантерии с увольнением от службы, с мундиром и с пенсией.
Константин был страстным коллекционером живописи и всегда охотился за шедеврами искусства во Франции и Италии. Однажды он даже продал большой портрет Николая I самому императору с помощью посла Франции в России Шарля де Морни. Морни был женат на Софье Трубецкой (внебрачной дочери царя Николая I). Пара сдружилась с Константином Васильевичем и время от времени покупала у него произведения искусства и украшения. Константин Васильевич и Софья Сергеевна Трубецкая часто обсуждали идею создания культурного центра или галереи, где он мог бы выставлять свои художественные коллекции. Однажды Софья сказала: «Я хочу построить во Франции остров русской культуры». Эта идея привлекла Константина Васильевича, и он предложил Морни сделать великолепный подарок своей жене Софии на день рождения. Морни построил курорт Довиль, в знак любви к жене. После этого Довиль на долгие годы стал эпицентром русской культуры во Франции. В 1912 году в Довиле наступил золотой век балетной труппы Сергея Павловича Дягилева .

## Награды
Российской империи:
- Орден Святой Анны 3-й ст. с мечами и бантом (1864).
- Орден Святого Владимира 4-й ст. за 25 лет выслуги (1865).
- Орден Святого Станислава 2-й ст. (1868)
- Орден Святой Анны 2-й ст. (1871).
- Орден Святого Владимира 3-й ст. (1876).
- Орден Святого Станислава 1-й ст. (1882).
- Орден Святой Анны 1-й ст. (1886).
- Орден Святого Владимира 2-й ст. (1890).
- Орден Белого орла (1901).

Иностранные:
- Орден Льва и Солнца 1-й ст. (1895)

## Семья
Родился в семье помещика Казанской губернии Василия Васильевича Рудановского и его жены Раисы Анатольевны.
- Отец — Рудановский Василий Васильевич, (1774, Черниговская губерния — 1853), подполковник, участник Наполеоновских войн, статский советник, председатель Казанской гражданской палаты, друг Натана Майера фон Ротшильда, рыцарь мальтийского ордена, кавалер орденов Святого Владимира 4-й степени с бантом и святой Анны 2-й степени[4].
- Мать — Рудановская Раиса (Розалия) Антоновна, (?) — ? гг., дочь польского шляхтича[4][3].

Кроме Константина в семье Василия и Раисы Рудановских было ещё девять сыновей и четыре дочери:
- Елена (родилась в 1804 году; дата смерти неизвестна)[4].
- Александр (родился в 1811 году; дата смерти неизвестна) — подполковник, участник Крымской войны, помещик Казанской губернии[4][3].
- Мария (родилась в 1814 году; дата смерти неизвестна)[4].
- Павел (25 января 1816—1848) — штабс-капитан, запасной лесничий в Вильносском отделении казённых лесов Департамента государственных имуществ[4][3].
- Василий (Валерий) (15 ноября 1819; дата смерти неизвестна) — помещик Казанской губернии[4][3].
- Николай (15 ноября 1819 — 2 января 1882) — контр-адмирал, картограф и исследователь Сахалина, Нижнего Амура, Приморья и Каспийского моря[4]
- Екатерина (родилась 13 октября 1821; дата смерти неизвестна)[4].
- Григорий (родился 10 января 1824; дата смерти неизвестна) — майор, начальник Балахнинской уездной команды Нижегородской губернии[4][3].
- Михаил (родился 26 марта 1828; дата смерти неизвестна) — помещик Казанской губернии[4][3].
- Пётр (26 июня 1829 — 29 января 1888 гг.) — доктор медицины, российский врач — гистолог, невропатолог, офтальмолог, терапевт, хирург[4][3][5].
- Илья (родился 16 сентября 1830; дата смерти неизвестна) — помещик Казанской губернии[4][3].
- Степан (родился 12 ноября 1832; дата смерти неизвестна) — помещик Казанской губернии[4][3].
- Варвара (родилась после 1834; дата смерти неизвестна)[4].

Жена — Мария Аркадьевна (урождённая Калачева), помещица из дворян Казанской губернии. Дети:
- Ольга
- Пётр (14.01.1871-?)
- Рудановский, Аркадий Константинович (23.01.1873——1933) — также как и отец был известным коллекционером, в начале 1920-х годов эмигрировал во Францию, а его собрание было национализировано и частично распродано[6]